# دي أف تي - أو أل أر القابضة
دي أف تي - أو أل أر القابضة ( دي أو أتش أل) هي شركة قابضة أنشأتها وزارة النقل في المملكة المتحدة لتكون بمثابة مشغل الملاذ الأخير لامتيازات السكك الحديدية التي تم تأميمها .

## أنظر أيضاً
- السكك الحديدية التي تعمل مباشرة

## وصلات خارجية
- الموقع الرسمي